# Колман из Вюрцбурга
Колман (казнён ок. 689 года) — священномученик из Вюрцбурга. День памяти — 8 июля, 27 октября.
Святой Колман, также именуемый Колонат (Kolonat), был родом из Ирландии. Он был вместе со свв. Килианом и диаконом Тотнаном (Totnan) на проповеди во Франконии. Был умучен в Вюрцбурге, святым покровителем которого он почитается. Останки мучеников покоятся в Вюрцбургском соборе.